# H. C. S. Cab Manufacturing Company

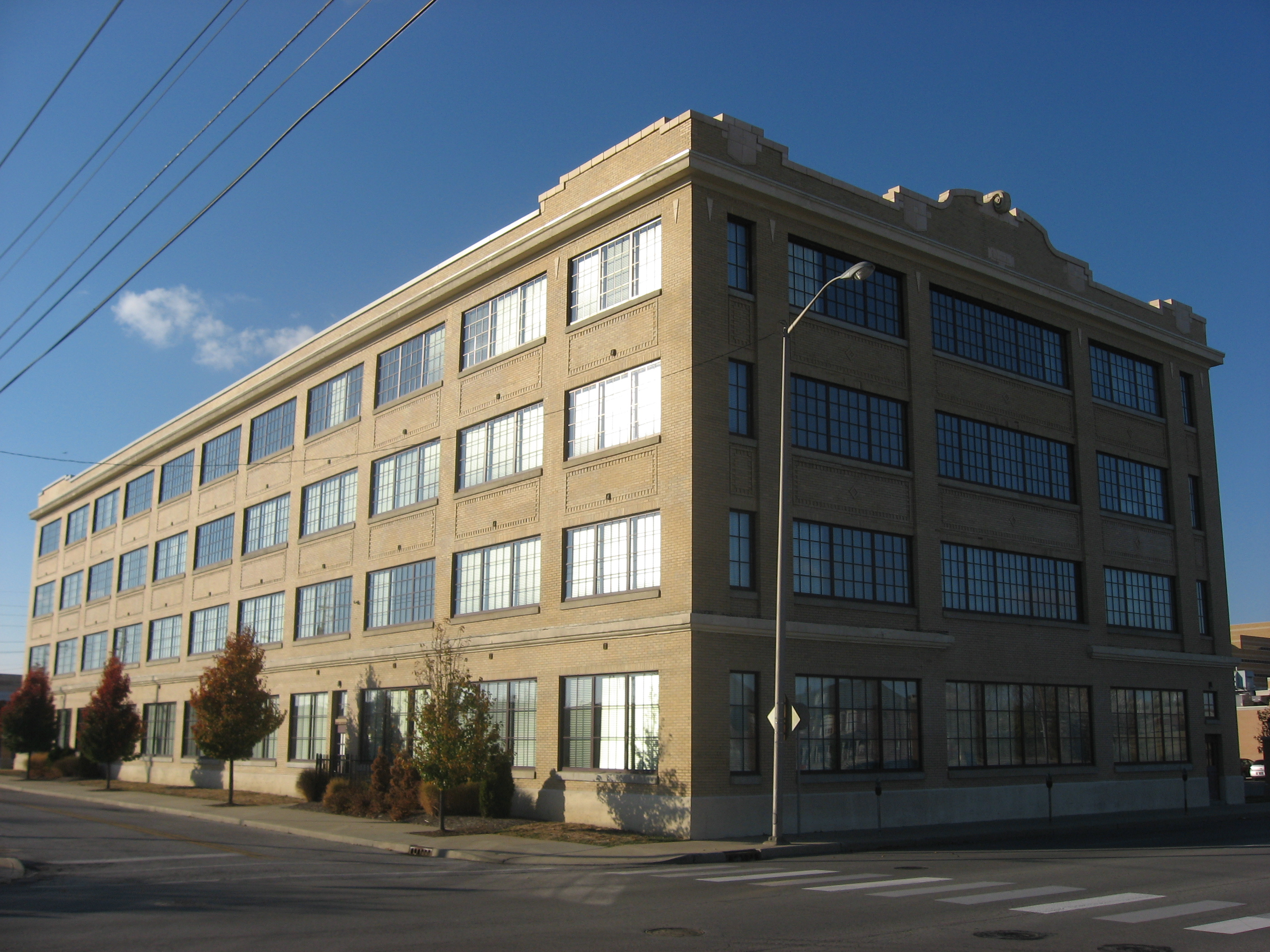
Das Gebäude in Indianapolis

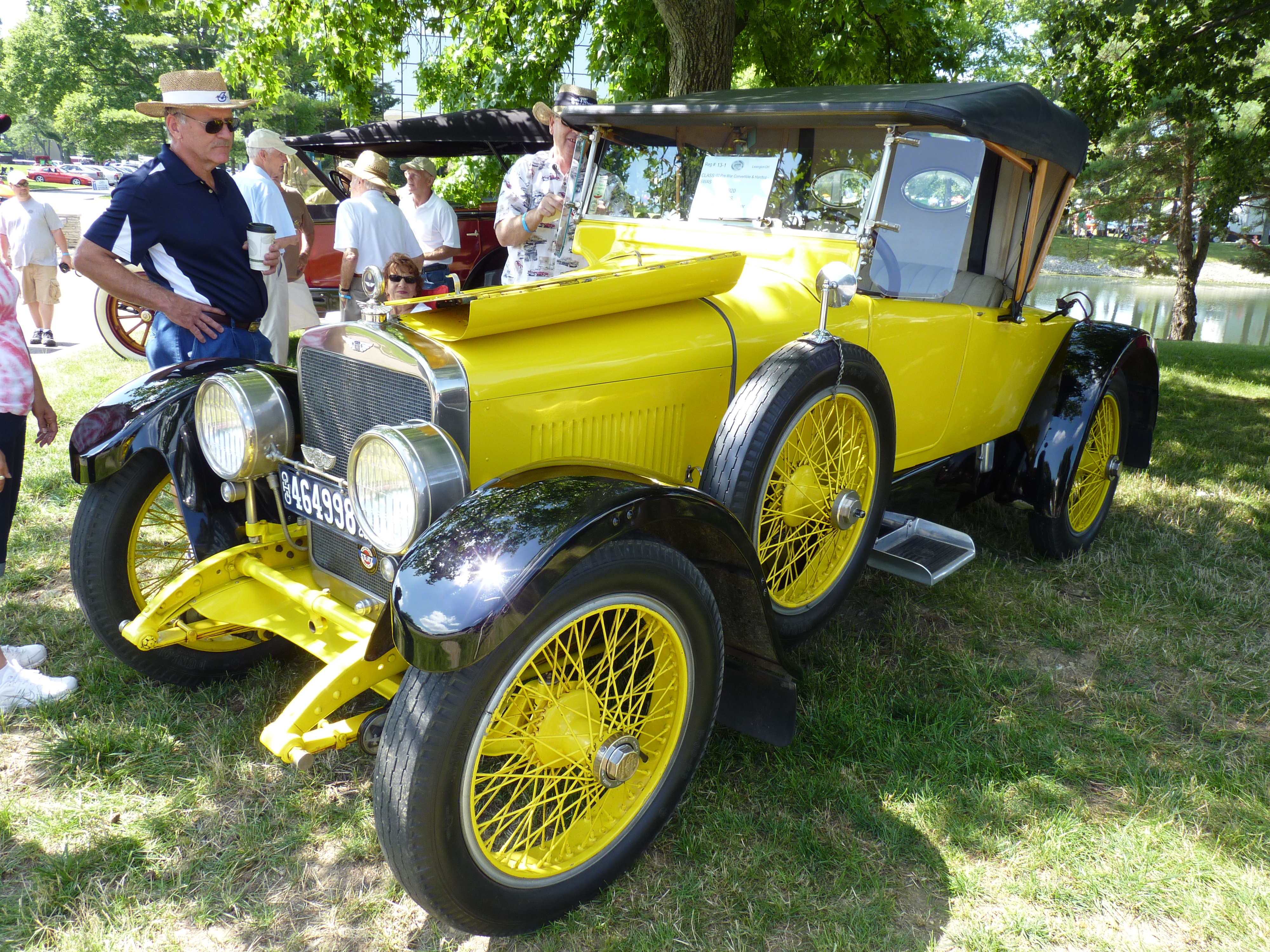
HCS Series II von 1920

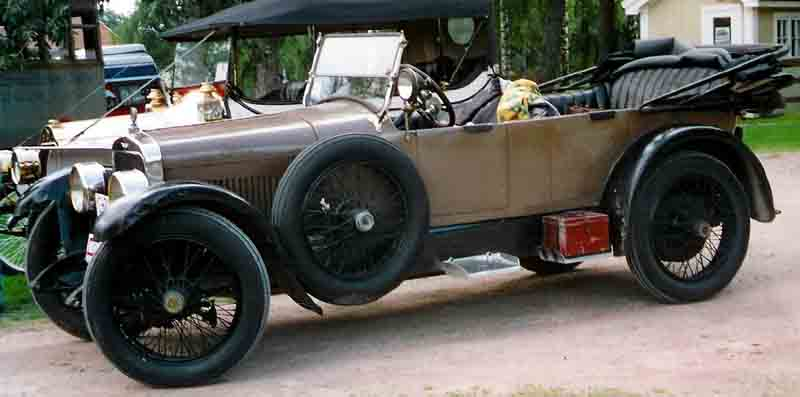
HCS Series IV Model 4 von 1923

H. C. S. Cab Manufacturing Company, vorher H. C. S. Motor Car Company, war ein US-amerikanischer Hersteller von Automobilen.

## Unternehmensgeschichte
Harry C. Stutz hatte bereits mit der Stutz Manufacturing Company und der Stutz Motor Car Company of America Erfahrungen im Automobilbau gesammelt. Im Herbst 1919 gründete er die H. C. S. Motor Car Company in Indianapolis in Indiana. Stutz wurde Präsident, Samuel T. Murdock Vizepräsident, H. G. Campbell Schatzmeister und Gordon Murdock Sekretär. Sie begannen im Mai 1920 mit der Produktion von Automobilen. Der Markenname lautete HCS.
Im Oktober 1924 gründete Stutz die H. C. S. Cab Manufacturing Company als Nachfolgegesellschaft. Beteiligt waren Henry Campbell, A. G. Murdock, H. K. Grubb, A. V. Clifford, E. R. Raub Jr. und F. E. Matson. Nun lag der Schwerpunkt auf der Produktion von Taxis. Der Erfolg blieb gering. 1927 kam es zur Insolvenz.

## Fahrzeuge
Im Angebot standen zunächst Luxusautos.
Von 1920 bis 1921 gab es den Series II. Er hatte einen Vierzylindermotor von der Weidely Motors Company vom Typ MB. Er hatte OHV-Ventilsteuerung und leistete 50 PS aus 3723 cm³ Hubraum. Das Getriebe hatte drei Gänge. Das Fahrgestell hatte 305 cm Radstand. Zur Wahl standen offene Tourenwagen mit vier Sitzen und Roadster mit zwei Sitzen.
1922 folgte der Series III. Ein Coupé mit drei Sitzen und eine Limousine mit fünf Sitzen ergänzten das Karosserieangebot.
Zwischen 1923 und 1924 stand der Series IV als Model 4 im Sortiment. Die Motorleistung war auf 52 PS erhöht worden. Eine andere Quelle gibt 3982 cm³ Hubraum und 55 PS Leistung an. Überliefert sind Tourenwagen mit fünf Sitzen, Roadster mit zwei Sitzen, Brougham und Coupé. Neu war der Series VI als Model 6. Er hatte einen Sechszylindermotor von Midwest. Er hatte 4730 cm³ Hubraum und war mit 80 PS angegeben. Der Radstand betrug 320 cm. Das Karosserieangebot beschränkte sich auf einen Tourenwagen und eine Limousine mit fünf Sitzen.
Ab August 1924 wurden Taxis hergestellt. Die Motoren kamen von Waukesha Engines. Zumindest die ersten hatten 279 cm Radstand.

## Rennsport
Tommy Milton gewann 1923 das Rennen Indianapolis 500. Er fuhr einen HCS Special, aufgebaut von der Harry A. Miller Manufacturing Company.

## Modellübersicht
| Jahr      | Modell     | Ausführung | Zylinder | Leistung (PS) | Radstand (cm) | Aufbau                                                                      |
| --------- | ---------- | ---------- | -------- | ------------- | ------------- | --------------------------------------------------------------------------- |
| 1920–1921 | Series II  |            | 4        | 50            | 305           | Tourenwagen 4-sitzig, Roadster 2-sitzig                                     |
| 1922      | Series III |            | 4        | 50            | 305           | Tourenwagen 4-sitzig, Roadster 2-sitzig, Coupé 3-sitzig, Limousine 5-sitzig |
| 1923–1924 | Series IV  | Model 4    | 4        | 52            | 305           | Tourenwagen 5-sitzig, Roadster 2-sitzig, Brougham, Coupé                    |
| 1923–1924 | Series VI  | Model 6    | 6        | 80            | 320           | Tourenwagen, Limousine 5-sitzig                                             |

## Produktionszahlen
Es sind nur die Produktionszahlen bis 1924 bekannt.
| Jahr  | Produktionszahl |
| ----- | --------------- |
| 1920  | 248             |
| 1921  | 427             |
| 1922  | 523             |
| 1923  | 606             |
| 1924  | 371             |
| Summe | 2175            |